# Sippolansaari
Sippolansaari är en ö i Finland. Den ligger i sjön Leppäsjärvi och i kommunen Ikalis i den ekonomiska regionen  Nordvästra Birkalands ekonomiska region  och landskapet Birkaland, i den sydvästra delen av landet, 220 km nordväst om huvudstaden Helsingfors. Öns största längd är 60 meter i sydväst-nordöstlig riktning.